# Smith Center
Smith Center – miasto w Stanach Zjednoczonych, w stanie Kansas, siedziba administracyjna hrabstwa Smith.